# Електротехника
Елекротехника је наука, део физике која се, због своје обимности и широке примене, а такође и зато што се у одређеним деловима знатно више приближила математици, временом издвојила из ње и сада представља засебну научну дисциплину, са својим поддисциплинама. Као главни предмет проучавања електротехнике најлакше се може рећи да је упитању електрична струја. Међутим то није најсретније решење јер оно што електротехника проучава почива на самом електрону као насиоцу наелектрисања, па преко многих дефиниција електричних струја, укључујући и ону да струју можемо посматрати као флуид, и то све од дејства наелектрисања на атомском нивоу, преко макроскопских струја па све до струја високог напона какве се користе у електроенергетици.

## Историјат
Прве наше спознаје о електрицитету потичу још из античког доба. Већ око 600. године пре наше ере грчки филозоф Талес, из Милета, описао је појаву да ћилибар, протрљан вуном, привлачи лаке делиће материје. Од грчке речи „ηλεκτρον” (електрон), која значи ћилибар, управо и потиче реч електрицитет, која служи за означавање физичког агенса који изазива одређени скуп појава, а посебно, малопре поменуто, привлачење лаких тела.
Касније је установљено да се у стање наелектрисаности трењем могу довести и други материјали: разне врсте смоле, тврда гума, стакло, порцелан и друго. Овај начин наелектрисања је, историјски гледано, најстарији, али није и једини.
Вилијам Гилберт, енглески лекар који се иначе сматра једним до првих инжињера електротехнике, проучавао је наелектрисавање трењем и на основу својих запажања све материјале је поделио у две групе:
1. електрици - супстанце које је био у стању да наелектрише, као што су стакло, ћилибар, свила итд.,
2. неелектрици - супстанце које није био у стању да наелектрише.

Један век касније Дју Феј је показао да разлика између ове две групе материјала није у њиховој способности да буду наелектрисани, већ у способности да наелектрисаност задрже на месту где је настала. Данас ове две групе називамо изолаторима и проводницима, а основу за овакву поделу чини способност ових материјала да проводе електрицитет. С обзиром на ову способност данас све материјале делимо на изолаторе (диелектрике), полупроводнике и проводнике. При томе треба имати у виду да у природи не постоје супстанце које су идеални изолатори, јер све оне, макар и у занемарљивој мери, проводе електрицитет. Такође треба истаћи да је Бенџамин Френклин, први употребио ознаке (+) и (-) као ознаке типа наелектрисања.
Алесандро Волта је 1775. године изумео је електрофорус, направу која је производила статични електрични набој. Године 1800. Волта је развио претечу данашње батерије.
Деветнаести век је био век највећих открића на пољу електротехнике. Тако је 1827. године Георг Ом установио везу између електричне струје и разлике потенцијала, тј. напона у проводнику. Међу највећим доприносима дали су Мајкл Фарадеј који је открио електромагнетну индукцију 1831. године и Џејмс Максвел који је 1873. године објавио своје дело Electricity and Magnetism (Електрицитет и магнетизам).
Крајем века долази до убрзаног развоја и примене електротехнике. Године 1882. Томас Алва Едисон успоставља мрежу за 59 потрошача на Менхетну, која је била номиналног напона од 110 V и била је у питању једносмерна струја. Сер Чарлс Парсонс 1884. године проналази парну турбину која је и данас у употреби и која производи око 80% електричне енергије у свету. Никола Тесла, 1887. године, пријављује мноштво патената како би омогућио коришћење наизменичне струје. Због овог упада у такозвани „Рат струја” са Едисоном који је био заговорник једносмерне струје. Основна разлика између две струје је у томе што наизменична струја може се дистрибуирати на далеко већим раздаљинама уз доста мање губитке. Такође Едисонова једносмерна струја је била веома ограничених могућности и захтевала је пречесто постављање станица, чиме је била и знатно скупља. Једина мана наизменичне струје је била у знатно тежем математичком прорачуну који је био потребан за њено разумевање. Тесла је, да би решио овај проблем употребио је фазоре и комплексне једначине наизменичне струје чиме је доста поједноставио и олакшао употребу наизменичне струје. Такође један од битних разлога зашто је победила наизменична, Теслина, струја је у томе што за исту количину електричне енергије био је потребан знатно тањи кабл неголи код једносмерне.
Упоредо са горенаведеним развијали су се и други делови електротехнике. Тако је 1888. године Хајнрих Херц открио радио-таласе. Тесла је 1895. године успешно послао и примио сигнал послат из његове Њујоршке лабораторије до Вест Поинта прешавши притом раздаљину од 80,4 km. Карл Фердинанд Браун открио је 1879. године катодну цев као део осцилоскопа, а која је касније омогућила развој телевизије. Џон Флеминг је 1904. године пронашао диоду, која је касније омогућила огроман развој електронике, иначе пре диода била је позната физика полупроводника, део електротехнике из које се касније родила електроника. Две године касније пронађена је и триода, а 1947. године дошло је до проналаска биполарног транзистора који је само унапредио и убрзао развој електронике. Један од најзначајнијих проналазака, а који су у сфери телекомуникација, је свакако проналазак Пупиновог калем 1896. године који је омогућио слање телефонског сигнала на велике раздаљине. Такође један од најзначајнијих научника 19. века је и енглески математичар Џорџ Бул  који је открио Булову алгебру која је нашла широку примену у електротехници, без ње се данас не може замислити ни један савремени уређај који у себи има било какав процесор, па се због тога је данас неки више сматрају делом електротехнике него математике, па би најбоље било рећи да је у питању примењена математика у електротехници.

## Стара подела
Подела електротехнике на област јаке струје и област слабе струје, је, може се рећи, традиционална међу старијим генерацијама и људима који нису из струке, али данас скоро ван употребе и скоро да се може сматрати нетачном јер се на тај начин издваја само једна смер електротехнике, енергетика, са једне стране док сви други потпадају под другу област, слабе струје.

### Јака струја
Грана јаке струје обухвата производњу, пренос и дистрибуцију електричне енергије за потребе механичког погона свих врста, електричне расвете, грејања и хемијских реакција.

### Слаба струја
Грана електротехнике везана за слабе струје, позната још као телекомуникациона техника, обухвата употребу електричних и радио-техничких појава у сврху преноса информација и података на даљину. Преносити се могу симболички знакови, говор и музика, слика и рукопис, оптички утисци простора при одређивању места покретних и непокретних објеката, а користи се и при даљинском управљању. Под слабим струјама се подразумевају струје интензитета до једног ампера.

## Нова подела
Електротехнику можемо поделити на следеће целине:
- енергетика која се се бави производњом и преносом електричне енергије са једне локације на другу и најстарија је електротехничка специјалност.[1]  Она се даље дели на:
  - електроенергетске системе - који се баве изворима енергије, генерисању електричне енергије, преносу електричне енергије, трансформацији и дистрибуцији исте.
  - енергетски претварачи и погони - који се бави основним процесима конверзије енергије и упознаје их са проблемима рачунарског управљања енергетским и производним процесима. Уз електромеханичку конверзију, проучавају се енергетски претварачи, као и конверзија у топлоту и светлост.
- електроника се бави проучавањем и конструкцијом електронских елемената којима се контролише ток струје и повезивањем таквих елемената у сложена кола која обављају жељену функцију.[1] Дели се на:
  - анологну
  - дигиталну
- физичка електроника проучава физичка својства и принципа рада пасивних и активних  електронских компоненти и њихову примену[2]
- телекомуникације или комуникације а се бави преносом информација са једног места на друго[1]
- аутоматика се бави моделовањем комплексних система математичким моделима ради њиховог описивања, предвиђања понашања и управљања[1]
- рачунарска техника се бави развојем и пројектовањем рачунарског хардвера и софтвера, који контролише његов рад[1].

## Развитак и употреба
У првој половини 19. века постигнути су значајни успеси у развитку електротехнике. После проналаска Волтиног електричног ступа као електричног извора, пронађени су галвански елементи, а 1830. године се ствара теоретска основа генератора једносмерне струје, што је уједно и најавило нову еру у развитку електротехнике - увођење електричних машина за производњу струје. Успешни огледи са Морзеов електромагнетским телеграфом доводе 1840. године до стварања првог електричног уређаја за пренос порука. Нови извор електричне енергије - акумулатор, који омогућава да се ова енергија сачува као залиха за каснију употребу, допринео је даљем развитку електротехнике. Проналазак телефона 1876. године омогућио је брз развитак електротехнике на подручју преноса порука и споразумијевања на даљину. Применом трофазне струје, усавршавањем електричних генератора, трансформатора, индукционог мотора, електрана и преносних мреажа, те расподеле електричне енергије при крају 19. века, почиње масовна употреба електротехнике у подручју осветљења, које убрзо своје место проналази у индустрији, а поступно и у саобраћају као средство за вучу. У то време, док су телеграф и телефон били још у току развоја, проналаском и употребом уређаја за бежични пренос порука - радија, отвара се ново поље употребе електротехнике - телекомуникација.
У првој половини 20.века електротехника је захватила све гране људске делатности, индустрију, пољопривреду, занатство, домаћинство, медицину итд. Велики утицај у развитку електротехнике је имала војна индустрија, која је, нарочито у време Првог и Другог светског рата, потицала електроиндустрију на нове проналаске. Модерна електротехника се толико унапредила, да се техника слабе струје све више осамостаљивала и гранала у посебне технике као што су нпр. телеграфско-телефонска, радио, електронска, радарска, телевизијска, инфрацрвена, рачунарска итд.